# Ruby Records
Ruby Records è stata una etichetta discografica sussidiaria della Slash Records, creata nel 1981.
La Ruby è stata distribuita attraverso gli stessi canali della azienda madre, la Slash. Con l'acquisizione da parte della Warner Bros. Records della Slash, la major prende la distribuzione dei tre album più popolari prodotti dalla Ruby, Fire of Love dei The Gun Club, Walk Among Us dei Misfits, The Days of Wine and Roses dei Dream Syndicate e cancella le altre produzioni. La versione distribuita dalla WB di Fire of Love ha una copertina alternativa, mentre le ristampe di Slash e Rhino utilizzano li immagini originali.
La Ruby è essenzialmente un progetto del cantante dei The Flesh Eaters, Chris D. È accredidato come produttore dell'LP originale di Walk Among Us, anche se questo venne corretto nella ristampa. Ha prodotto anche Days Of Wine And Roses ed alcune tracce di Fire Of Love, così come due album dei Flesh Eaters pubblicati con la Ruby.